# Клопотовская, Вера Соттаровна
Вера Соттаровна Клопотовская (иногда Вера Сотеровна; по первому мужу Фишман; по второму — Ульянова; около 1873, Подолье — дата и место смерти неизвестны) — оперная и камерная певица (драматическое сопрано и меццо-сопрано), педагог. Солистка Московской частной оперы С. Зимина и Томского оперного театра. Жена певца А. Н. Ульянова.

## Биография
Вера Клопотовская по происхождению дворянка. Училась вокалу в Казани в «Классах пения» у педагога Л. Н. Люценко.
С 1895 году начала сценическую деятельность, выступала в Казани: осень 1895—1896 — Товарищество артистов под управлением Я. М. Любина и М. Ф. Салтыкова.
Сезон 1897—1998 — в Москве: Частная русская опера, в помещении театра «Эрмитаж».
1903 — в Петербурге: театр «Аркадия» и Новый летний театр «Олимпия».
В 1903—1904 — в Москве: Частная русская опера, в помещении театра Г. Г. Солодовникова
1904—1906 — в Москве: Опера С. Зимина.
1906—1907 — в Киеве.
1907—1908 — в Ростове-на-Дону.
1908—1911 — Опера С. Зимина.
1911—1912 — в Петербурге: Народный дом.
1912—1913 или до 1919 — в Екатеринбурге.
В концертной деятельности пела п/у С. П. Барбини, Е. И. Букке, Э. А. Купера, А. М. Пазовского, И. О. Палицына, С. В. Рахманинова, Э. Д. Эспозито.
Первая исполнительница ранних романсов В. Шебалина на стихи Ф. Тютчева «Есть в осени первоначальной» и «Еще томлюсь тоской желаний». Записывалась на грампластинки.
В 20-е годы преподавала сольное пение в Омском музыкальном техникуме, среди учеников Д. Я. Пантофель-Нечецкая.
Пружанский А. М.: «Обладала ровным во всех регистрах, хорошо поставленным голосом, тонкой музыкальностью и драматическим дарованием».

## Репертуар
Вера Клопотовская исполняла оперные партии:
- 1896 — «Снегурочка» Н. А. Римского-Корсакова — Купава (в этой партии выступала неоднократно; музыкальный критик С. Н. Кругликов в 1905 году отмечал, что «Клопотовская является лучшей исполнительницей этой партии после М. А. Дейши-Сионицкой»[2]).
- 1897 — «Садко» Н. А. Римского-Корсакова — первый скоморошин (первая исполнительница)
- 1904 — «Судьба» Е. И. Букке — Анна (первая исполнительница)
- 1909 — «Золотой петушок» Н. А. Римского-Корсакова — Золотой петушок (первая исполнительница; театр С. И. Зимина)
- 1909 — «Нюрнбергские мейстерзингеры» Р. Вагнера — Ева (впервые на русской сцене)
- 1912 — «Андре Шенье» У. Джордано — Мадлен де Куаньи (в Екатеринбурге)
- «Жизнь за царя» М. И. Глинки — Антонида
- «Русалка» А. С. Даргомыжского — Наташа
- «Князь Игорь» А. П. Бородина — Ярославна
- «Демон» А. Г. Рубинштейна — Тамара
- «Пиковая дама» П. И. Чайковского — Лиза
- «Черевички» П. Чайковского — Оксана
- «Орлеанская дева» П. И. Чайковского — Иоанна д’Арк
- «Чародейка» П. И. Чайковского — Кума Настасья
- «Евгений Онегин» П. И. Чайковского — Татьяна
- «Вражья сила» А. Н. Серова — Степанида
- «Кавказский пленник» Ц. Кюи — Фатима
- «Дон Жуан» В. А. Моцарта — Донна Анна
- «Фауст» Ш. Гуно — Маргарита
- «Жидовка» Ж. Ф. Галеви — Рахиль
- «Гугеноты» Дж. Мейербера — Валентина
- «Вертер» Ж. Массне — Шарлотта
- «Лакме» Л. Делиба — Маллика
- «Сказки Гофмана» Ж. Оффенбаха — Джульетта
- «Эрнани» Дж. Верди — Эльвира
- «Аида» Дж. Верди — Аида
- «Богема» Дж. Пуччини — Мими
- «Тоска» Дж. Пуччини — Флория Тоска
- «Заза» Р. Леонкавалло — Заза
- «Паяцы» Р. Леонкавалло — Недда
- «Сельская честь» П. Масканьи — Сантуцца

Партнёры: А. Алтайский-Ященко, В. П. Дамаев, М. Доленго-Драгош, Н. И. Забела-Врубель, Н. Г. Зубарев, Екаб (Яков) Карклинь, Н. Н. Кедров, Я. Любин, А. В. Секар-Рожанский, Н. И. Сперанский, В. И. Страхова, В. Г. Ухов, Ф. И. Шаляпин.